# Phaeaphodius motoi
Phaeaphodius motoi är en skalbaggsart som beskrevs av Renaud Maurice Adrien Paulian 1939. Phaeaphodius motoi ingår i släktet Phaeaphodius och familjen Aphodiidae. Inga underarter finns listade i Catalogue of Life.